# Roger Gilson
Roger Gilson (Dudelange, 19 de setembre del 1947 - Dippach, 18 de gener del 1995) va ser un ciclista luxemburguès professional des del 1969 fins al 1980. Abans de passar al professionalisme va prendre part en els Jocs Olímpics d'Estiu de Ciutat de Mèxic. Com a professional es va proclamar quatre cops campió nacional en ruta i va guanyar una etapa a la Volta a Espanya de 1976. Combinà la carretera amb el ciclocròs.

## Palmarès en ruta
- 1964
  - 1r al Gran Premi General Patton
- 1967
  - 1r a la Fletxa del sud i vencedor d'una etapa
- 1969
  - 1r a la Fletxa del sud
- 1971
  - 1r a la Volta a Colònia amateur
- 1972
  -  Campió de Luxemburg en ruta
- 1974
  -  Campió de Luxemburg en ruta
- 1975
  -  Campió de Luxemburg en ruta
- 1976
  -  Campió de Luxemburg en ruta
  - Vencedor d'una etapa a la Volta a Espanya

### Resultats al Tour de França
- 1969. Abandona (10a etapa)
- 1973. Abandona (18a etapa)

### Resultats al Giro d'Itàlia
- 1973. 38è de la classificació general
- 1974. 86è de la classificació general

### Resultats a la Volta a Espanya
- 1976. 45è de la classificació general. Vencedor d'una etapa

## Palmarès en ciclocròs
- 1977
  -  Campió de Luxemburg en ciclocròs